# Заин (буква еврейского алфавита)
За́ин (ивр. זַ֫יִן‎) — седьмая буква еврейского алфавита. Имеет числовое значение (гематрию) 7. Соответствует арабской букве зайн.

## Произношение
Обозначает звук [ z~z̥ ], входящий в пять звуков, образуемых вблизи зубов. Если за буквой заин стоит апостроф (‏ז'‏‎), то такое буквосочетание обозначает звук «ж». Пример: ז'בוטינסקי‎ — Жаботинский, известный еврейский политик и писатель.

## Происхождение
Палеоеврейская буква заин, вместе с аналогичной ей финикийской буквой  происходят от древнеханаанской  и/или протосинайской буквы . Одна из возможных реконструкций исходного названия буквы и его значения — заин (др.-евр. זין‬ — «оружие»), другая — «бровь».

## Использование
Числовое значение (гематрия) — 7.
В случае если буква ז стоит в начале числительного, предваряя буквы с более высокой гематрией, её числовое значение становится равным 7000. Так, год זתשנ"ד означает 7754-й год по еврейскому календарю (этот год наступит примерно через 2000 лет).
Буква заин с апострофом (‏ז'‏‎) может являться сокращением, обозначающим мужской пол, от זכר‎ — «самец», «мужской».

## Обозначения и кодировка

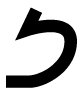
Письменная буква заин

- В национальном варианте кодировки ASCII для еврейского письма буква ז обозначается кодом 0xE6.
- В Юникоде буква ז включена под кодом U+05D6, UTF-16 — 0x5D6.
- В азбуке Морзе букве ז соответствует сигнал — — • • (тире тире точка точка). Столь длинный сигнал отражает редкое использование буквы в иврите.
- В шрифте Брайля буква ז обозначается сочетанием точек .
- В радиопередачах, в случае, если какое-то слово надо передать по буквам, эта буква обозначается словом зеэв («волк», זאב‎).

## Сленговое значение в иврите
Слово זין и буква ז в иврите обозначают также «фаллос» (в крайне грубом, ругательном значении, соответствующем русской трёхбуквенной лексеме). Из-за грубого смысла слова זין в жаргонном иврите возникло устойчивое выражение суг заин (סוג ז'‎) — «седьмого сорта», в переносном смысле — самого низкого качества из всех возможных.